# 马兰格县
马兰格县（法語：canton de Maringues）是法国多姆山省的一个县（省级选区），中央投票站位于马兰格。该县涵盖了20个市镇。